# Die Goldquelle
Die Goldquelle ist ein deutsches Stummfilmdrama aus dem Jahre 1915 von und mit Carl Schönfeld.

## Handlung
Ein Gutsherr, der auf seinem Grund und Boden eine heiße Quelle entdeckt hat, beauftragt seinen ebenso hinterhältigen wie ständig in Geldnot befindlichen Vetter damit, diese bezüglich ihrer Heilkraft überprüfen zu lassen. Der Gutsherr, der kurtaugliches Wasser als gute Investition zu sehen glaubt und aus einer eventuellen Heilquelle die titelgebende Goldquelle machen will, ahnt nicht, dass sein skrupelloser Vetter eine hiesige Wasserprobe mit einer radiumhaltigen vertauscht, die in der chemischen Analyse die gewünschte Heilkraft bestätigt. Daraufhin investiert der Gutsbesitzer Unsummen Geld, um auf seinem Landbesitz eine Kureinrichtung mit entsprechenden Badeanstalten hochzuziehen. Der schurkische Vetter dient sich hierbei gern als helfende Hand an. Bald aber fliegt der ganze Schwindel auf, und der Gutsbesitzer steht vor dem Bankrott. In einem Anfall von unbändigem Zorn und Raserei erschießt er erst den Vetter, danach richtet er sich selbst.

## Produktionsnotizen
Der Vierakter Die Goldquelle passierte die Filmzensur im Oktober 1915 und wurde unmittelbar darauf, am 16. Oktober, in Berlins Tauentzien-Varieté uraufgeführt. 

## Kritiken
Das 8-Uhr-Abendblatt fand nach der Premiere, dass der Film „sehr geschickt und spannend aufgebaut wurde“ und lobte „die guten Leistungen der Darsteller“. Die Berliner Morgenpost lobte Regisseur und Hauptdarsteller Carl Schönfeld: Er „versteht es, den unglücklichen Idealisten mit kargen Strichen äußerst treffend zu charakterisieren, und ihm die Sympathie der Zuschauer zu gewinnen.“ Berlins Deutsche Tageszeitung konstatierte bei dem Film „vier fesselnde Akte“. Der Deutsche Kurier blies ins selbe Horn und schrieb, Schönfeld „erwarb sich in diesem Filmwerk viel Anerkennung durch sein gemäßigtes und diskretes Spiel, womit er auch den Beweis erbrachte, dass der Film in seiner stummen Ausdrucksmöglichkeit durchaus nicht so starke Lichter braucht, die so oft leider von vielen Filmkünstlern angewandt werden“. Das Düsseldorfer Tageblatt schließlich befand: „Der Künstler hat es mit Geschick und Geschmack verstanden, einen sehr interessanten Stoff, der im Verlauf der Handlung viel spannende Momente mit sich bringt, für das Kinopublikum ins Bildhafte zu übertragen.“